# John Axelrod
John Neal Axelrod (Houston, Texas, 28 de marzo de 1966) es un director de orquesta, compositor y pianista estadounidense. Ha sido el principal director invitado de la Orquesta Sinfónica de Milán Giuseppe Verdi, director titular de la Orchestre National des Pays de la Loire ubicada en Nantes y Angers (Francia) y la Orquesta Sinfónica de Cracovia. En 2014 fue nombrado director de la Real Orquesta Sinfónica de Sevilla.

## Vida
Nació en Houston el 28 de marzo de 1966. Desde los 5 años estudió piano con Jacquelyn Harbachick y Roberto Eyzaguirre. A los 16 años fue aceptado como alumno por Leonard Bernstein.

## Carrera
Además de dirigir más de 100 orquestas sinfónicas en todo el mundo, ha sido director operístico de obras como: Candide de Bernstein en el Théâtre du Châtelet de París, Tristán e Isolda en la Ópera de Angers/Nantes, así como Rigoletto, Don Giovanni, Il barbiere di Siviglia y Falstaff, entre otras. También domina el repertorio comtemporaneo y ha realizado grabaciones para diversas casas discográficas, entre ellas Sony Classical, Ondine, Kairos y Naïve. Desde 2014 dirige la Real Orquesta Sinfónica de Sevilla, en esta ciudad ha contribuido a la promoción musical y ha colaborado con diferentes intérpretes y compositores, entre ellos José María Gallardo del Rey.